# 里氏臂乌贼
里氏臂乌贼（学名：Brachioteuthis riisei）为臂乌贼科臂乌贼属的动物。分布于日本南部、琉球群岛、班达海、所罗门群岛、澳大利亚东部、新西兰东南部、夏威夷群岛、智利西部、德雷克海峡、印度洋、莫桑比克海峡、南非、，包括东海、南海等海域，生活环境为海水，主要栖息于200-3000米以及1000米多。其生存的海拔范围为-3000至-200米。该物种的模式产地在北大西洋。